# Estella Occidental
Estella Occidental (basc Vianaldea) és una comarca i una subzona (segons Zonificació Navarra 2000) de la Comunitat Foral de Navarra que forma part de la zona d'Estella. Està situada en la Navarra Mitjana Occidental i en la Merindad d'Estella. La comarca està formada per 17 municipis que sumaven en 2009 una població de 5.871 habitants (INE).

## Geografia física

### Situació
La comarca d'Estella Occidental està situada en la part centre-occidental de la Comunitat Foral de Navarra, zona denominada Navarra Mitjana Occidental. Està composta per 17 municipis, té una superfície total de 301,19 km² i limita al nord i oest amb la Quadrilla de Laguardia-Rioja Alabesa (Àlaba), a l'est amb Estella Oriental i al sud amb la Ribera del Alto Ebro i la Comunitat Autònoma de La Rioja.

## Municipis
La comarca d'Estella Oriental està formada per 17 municipis: Aguilar de Codés, Aras, Armañanzas, Azuelo, Bargota, El Busto, Cabredo, Desojo, Espronceda, Genevilla, Lapoblación, Lazagurría, Marañón, Sansol, Torralba del Río, Torres del Río, Viana.